# 1950 في النرويج
فيما يلي قوائم الأحداث التي وقعت خلال عام 1950 في النرويج.

## سياسة

### تعيين في المنصب
- 1 يناير – أوسكار اولسن نائب عضو برلمان النرويج  [لغات أخرى]‏.
- 1 يناير – أولاف سورينسن عضو برلمان النرويج  [لغات أخرى]‏.
- 1 يناير – أولاف ميسدالشاغين عضو برلمان النرويج  [لغات أخرى]‏.
- 1 يناير – أينار إيفيلاند عضو برلمان النرويج  [لغات أخرى]‏.
- 1 يناير – أينار غارهاردسن عضو برلمان النرويج  [لغات أخرى]‏.
- 1 يناير – بيدير ياكوبسن عضو برلمان النرويج  [لغات أخرى]‏.
- 1 يناير – بير هاغن نائب عضو برلمان النرويج  [لغات أخرى]‏.
- 1 يناير – تريغفه براتلي عضو برلمان النرويج  [لغات أخرى]‏.
- 1 يناير – جاكوب مارتن بيترسن عضو برلمان النرويج  [لغات أخرى]‏.
- 1 يناير – جون أندرسن عضو برلمان النرويج  [لغات أخرى]‏.
- 1 يناير – خواكيم داهل عضو برلمان النرويج  [لغات أخرى]‏.
- 1 يناير – سفين نيلسن عضو برلمان النرويج  [لغات أخرى]‏.
- 1 يناير – غونار ألف لارسن نائب عضو برلمان النرويج  [لغات أخرى]‏.
- 1 يناير – كارل بي. رايت عضو برلمان النرويج  [لغات أخرى]‏.
- 1 يناير – كارل فيغو لانج عضو برلمان النرويج  [لغات أخرى]‏.
- 1 يناير – كارل هنري نائب عضو برلمان النرويج  [لغات أخرى]‏.
- 1 يناير – كريستيان إل. هولم عضو برلمان النرويج  [لغات أخرى]‏.
- 1 يناير – نيلس كريستين جاكوبسن عضو برلمان النرويج  [لغات أخرى]‏.
- 1 يناير – هنري جاكوبسن عضو برلمان النرويج  [لغات أخرى]‏.
- 1 يناير – هنري كارلسن نائب عضو برلمان النرويج  [لغات أخرى]‏.

### انتهاء فترة المنصب
- 1 يناير – توماس بونيفي Justice of the Supreme Court of Norway  [لغات أخرى]‏.

## رياضة
- 1 يناير – كأس النرويج 1950 الفائز نادي فريدريكستاد.

## مواليد

### فبراير
- 21 فبراير – ألف ريدار ياكوبسن صحفي نرويجي.[1]
- 21 فبراير – إرلينغ بيترسن قس نرويجي.
- 28 فبراير – ويلي اولسن متزلج سريع نرويجي.

### أبريل
- 20 أبريل – إنجر إليزابيث هانسن كاتبة نرويجية.[2]

### مايو
- 6 مايو – روي يانسن لاعب هوكي جليد نرويجي.

### يونيو
- 14 يونيو – كنوت كفالهايم عداء مسافات طويلة نرويجي.

### يوليو
- 15 يوليو – إريك إريشسن مُجدّف نرويجي.[3]
- 22 يوليو – إليزابيث إيدي

### أغسطس
- 8 أغسطس – تور إيجيل يوهانسن لاعب كرة قدم نرويجي.[4]
- 18 أغسطس – بير داهل قس نرويجي.[5]

### سبتمبر
- 10 سبتمبر – توم لوند لاعب ومدرب كرة قدم نرويجي.[6]
- 26 سبتمبر – إيدا بوريسن[7]
- 28 سبتمبر – تارجي اولسن لاعب كرة قدم نرويجي.
- 29 سبتمبر – جان أولاف اولسن سياسي نرويجي.

### أكتوبر
- 1 أكتوبر – توم رود مصرفي نرويجي.[8]
- 12 أكتوبر – كنوت كنودسن درّاج طريق نرويجي.

### نوفمبر
- 5 نوفمبر – توربيورن ياغلاند سياسي نرويجي.[9]
- 10 نوفمبر – يان بيركيلوند لاعب كرة قدم نرويجي.[10]

## وفيات

### مارس
- 16 مارس – فيلهلم ديبواد (مواليد 1863) كاتب نرويجي.

### أبريل
- 6 أبريل – سيجني لوند (مواليد 1868)[11]

### سبتمبر
- 10 سبتمبر – ألفرد لارسن (مواليد 1863) رُبّان نرويجي.[12]
- 14 سبتمبر – ماريوس إريكسن (مواليد 1886) لاعب جمباز فني نرويجي.

### أكتوبر
- 3 أكتوبر – بيتزي كيلسبيرج (مواليد 1866) سياسية نرويجية.[13]

### ديسمبر
- 30 ديسمبر – كونراد كريستنسن (مواليد 1882)